# Pliegue labioescrotal

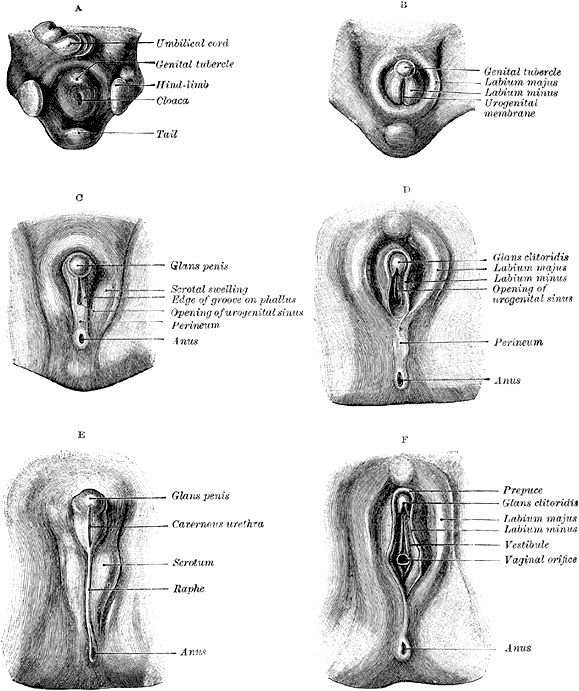
Etapas en el desarrollo de los órganos sexuales externos en varón y en mujer. Extraído de los modelos Eckert-Ziegler.

El pliegue labioescrotal (pliegue genital, en latín tuberculum labioscrotale) son estructuras pares en el embrión humano que representan la etapa final del desarrollo de los genitales externos caudal del antes de la diferenciación sexual. Tanto en hombres como en mujeres, los dos pliegues se fusionan:
- En la mujer, convergen en la comisura labial posterior. Los lados del tubérculo genital crecen hacia atrás como pliegues genitales, el cual finalmente forma los labios mayores; el tubérculo da lugar al monte de Venus En contraste, los labios menores están formados por los pliegues urogenitales.[1]
- En el hombre, dan lugar al escroto.